# St. Martin (Brunsen)

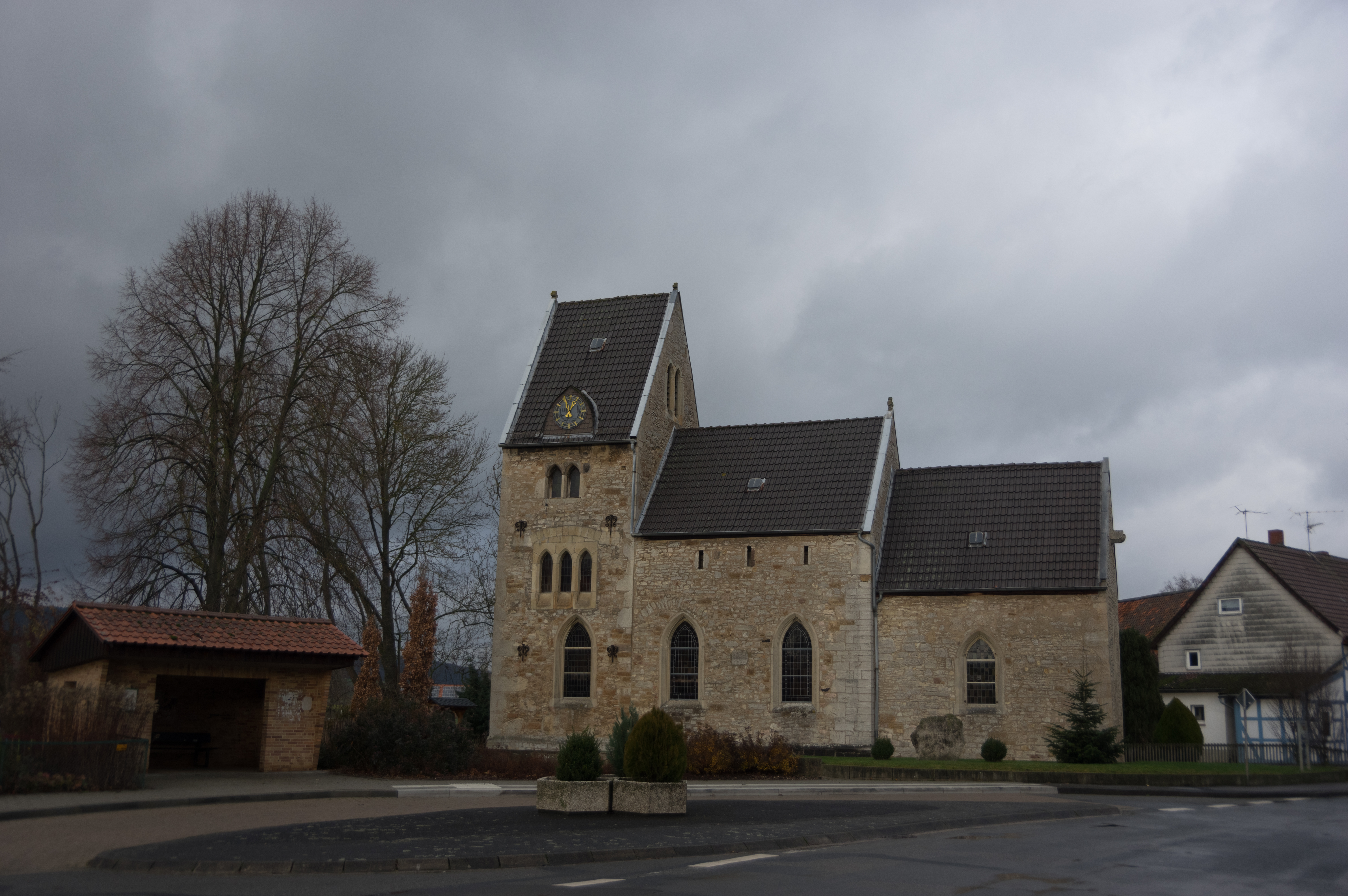
Die Kirche von Süden

Die Kirche St. Martin (auch St. Martini) befindet sich in Brunsen, einem Ortsteil von Einbeck in Niedersachsen. Die Kirche steht unter Denkmalschutz. Sie gehört zur Evangelisch-lutherischen Landeskirche in Braunschweig.

## Geschichte
Das Altarhaus ist wahrscheinlich das älteste Teil der Kirche, sein baulicher Ursprung ist, wie Arbeiten von Dr. Stefan Teuber nahelegten, in einem wehrhaften Speicherbau (Steinwerk) zu suchen. Es entstand vor dem Jahr 1400. Wahrscheinlich ist die Kirche damit eine der ältesten Kirchen in heutigen Stadtgebiet von Einbeck. Noch im Mittelalter wurden der Saalbau und der Westturm angefügt. Bis zum Jahr 1867 verlief die Decke im Inneren durch alle drei Teile der Kirche auf gleicher Höhe. Im Jahre 1880 wurde die Kirche im Stil des Historismus umgestaltet. Die Kirchengemeinde Brunsen, seit 1594 mit Holtershausen und kurzzeitig mit Stroit, gehörte zur Propstei Gandersheim-Seesen. Zum 1. Januar 2020 fusionierte sie zur Kirchengemeinde Wenzen-Brunsen-Eimen.

## Kirche
Der heute als Chor genutzte Bauteil hat nach der Errichtung im 14. Jahrhundert wahrscheinlich als Kapelle gedient. Im Ostgiebel ist noch eine spitzbogige Portalöffnung sichtbar, die 1880 zugemauert wurde. Das Altarhaus liegt um eine Stufe höher als das Langhaus, ausgelegt ist es mit Tonfliesen. Wandnischen befinden sich an der südlichen und der östlichen Wand. An der Ostseite des Raumes befindet sich ein Kreuzgratgewölbe über einem quadratischen Grundriss. Der Rest des Altarhauses ist mit einem parabelförmigen Tonnengewölbe gedeckt. Das Dach ist ein Satteldach wie bei den beiden anderen Bauteilen auch. Das Dachwerk hat große Querschnitte. Auf beiden Seiten befindet sich ein spitzbögisches Fenster. Eine dendrochronologische Untersuchung zeigte, dass die Hölzer des Dachwerkes aus der Zeit zwischen 1441 und 1451 stammen. Das Taufbecken ist möglicherweise aus dem 14. Jahrhundert. Es besteht aus Buntsandstein und weist eine polygonale Kelchform auf. Der Fuß wurde 1995 ergänzt.
Das Langhaus ist nur wenig größer als das Altarhaus, allerdings ist es 1,5 Meter höher. Auf jeder Seite befinden sich zwei spitzbögige Fenster, die Bleiverglasung ist einfach gehalten. Unter dem Satteldach befinden sich rechteckige Lüftungsschlitze, diese führten vor 1880 zum Speichergeschoss. Das Dachwerk unter dem Satteldach ist ähnlich wie das des Altarhauses. Ein Dachbalken dieses Daches wurde ebenfalls auf die Zeit von 1441 und 1451 datiert. Die Kirchenbänke stammen aus dem Umbaujahr 1880.
Der Westturm hat ein rechteckigen Grundriss. Der Turm ist so breit wie das Langhaus und steht auf dem gleichen Sockel wie dieses. Das Portal im Westen wurde 1880 verändert, gleichzeitig wurde im ersten Obergeschoss ein Rundfenster eingefügt. Im ersten Obergeschoss befinden sich auf der Nord- und Südseite Drillingsfenster, ein Geschoss höher sind es Zwillingsfenster. In den Giebeln an der West- und Ostseite befinden sich ebenfalls Zwillingsfenster, die als Schallöffnung für die Glocken dienen. Fast alle Fensteröffnungen wurden 1880 vergrößert. Das Zwillingsfenster nach Süden ist wahrscheinlich aus dem Spätmittelalter.
Im gleichen Jahr wurde die Orgel mit einem neugotischen Prospekt in das erste Obergeschoss eingebaut. Bereits 1876 befand sich ein Zifferblatt der Turmuhr auf der südlichen und nördlichen Seite. Die Zifferblätter befinden sich heute in einer rundförmigen Dachgaube.
Das Geläut bestand aus einer Bronzeglocke aus dem Jahr 1751 und aus einer Eisenglocke aus dem Jahr 1923. Die Bronzeglocke trägt eine neunzeilige Inschrift: AERA HAEC SUNT FLENTES QUIBUS UTIMUR ATQUE VANENTES, - EN SIC ALTERNAT TURBIA VITA SONOS. - G.C.GERCKE, SUPERINTENDENIS, - A.A.PROBST, PRAEFECTUS - C.L.HEILAND, JUSTITIARIUS, - J.G.KREIDEL, PASTOR, - J.MEIER und A.OBERMANN KIRCHENVORSTEHER - J.P.GRETE CAMPANARIUS FECIT, BRUNSVICENSIS - 1751. Es sind die Namen und Berufe der am Glockenguss beteiligten Personen. Die Inschrift der Eisenglocke lautet: „Gott zur Ehre, den Nachkommen zur Lehre, Weule, Bockenem 1923“.
2013 wurde die Eisenglocke gegen eine neue Bronzeglocke ersetzt.